# Le Fils du général 3
Série
Le Fils du général 2
(1991)
Pour plus de détails, voir Fiche technique et Distribution.
Le Fils du général 3 (장군의 아들 3, Janggunui adeul 3) est un film sud-coréen réalisé par Im Kwon-taek, sorti en 1992.

## Synopsis
Le dernier volet de l'histoire de Kim Du-han, chef de gang devenu homme politique.

## Fiche technique
- Titre : Le Fils du général 3
- Titre original : 장군의 아들 3 (Janggunui adeul 3)
- Réalisation : Im Kwon-taek
- Scénario : Hong Song-yu
- Musique : Shin Pyong-ha
- Photographie : Jeon Il-seong
- Montage : Park Gok-ji, Park Sun-duk, Jeong Doo-hong
- Production : Lee Tae-won
- Société de production : Taeheung Pictures
- Pays :  Corée du Sud
- Genre : Action, drame, romance, historique et biopic
- Durée : 110 minutes
- Dates de sortie : 
  -  Corée du Sud : 11 septembre 1992

## Distribution
- Park Sang-min : Kim Du-han
- Oh Yeon-su : Jang Eun-shil
- Lee Il-jae
- Shin Hyeon-jun : Hayashi
- Kim Seung-woo : Twin Blade
- Kim Hae-gon : King Devil

## Distinctions
Le film a reçu le Baeksang Arts Award et le Blue Dragon Film Award du meilleur espoir féminin pour Oh Yeon-su.